# Antonie Stemmler
Antonie Stemmler, également connue sous le nom de Tonie Stemmler, née le 6 novembre 1892 à Hilterfingen en Suisse et morte le 8 mai 1976 à Kleinmachnow en Allemagne, est une professeure, infirmière, journaliste, femme politique et membre de la résistance antifasciste allemande pendant la Seconde Guerre mondiale. En 1967, elle reçoit la médaille Florence Nightingale pour honorer ses actions en tant qu'infirmière dans les camps de concentration nazis pendant la Seconde Guerre mondiale et durant la guerre civile d’Espagne. 

## Enfance
Antonie Stemmler naît le 6 novembre 1892 à Hilterfingen, en Suisse. En 1894, elle quitte la Suisse avec sa famille pour s'installer à Potsdam en Allemagne, le pays natal de son père. Après ses études secondaires, elle poursuit son cursus et obtient un diplôme d'enseignante.

## Carrière
En 1916, Antonie Stemmler commence à enseigner dans une école primaire de Berlin et travaille simultanément aux archives de l’association des institutions allemandes de génie mécanique. Entre 1929 et 1931, elle travaille comme secrétaire dans une maison d’édition de presse dirigée par Rudolf Mosse. Elle est affectée au service de la correspondance étrangère et se familiarise avec la politique internationale. En 1932, elle adhère au parti communiste d'Allemagne et commence à coéditer la revue Roter Westen (L'Ouest Rouge), mais est arrêtée à la suite de l'arrivée d’Adolf Hitler au pouvoir en 1933.
Après un bref séjour en prison, elle émigre à Prague, en Tchécoslovaquie, où elle rejoint l’Arbeiterverlag (Maison d’édition ouvrière) et se consacre à la publication d’ouvrages antifascistes. En janvier 1936, elle est arrêtée une seconde fois et perd son droit de séjour en Tchécoslovaquie, où elle avait obtenu l’asile. Contrainte de partir, elle s’installe à Paris et trouve un emploi chez l’éditeur United, où elle travaille jusqu’en 1937.
En juillet de la même année, Antonie Stemmler rejoint l’Espagne avec son mari, Ernst Goldstein. Elle travaille en tant qu'infirmière au sein des Brigades internationales dans un centre médical à Murcie. Ernst Goldstein s’engage dans les unités combattantes et trouve la mort au combat. Pendant toute la durée du conflit, Antonie Stemmler est affectée aux hôpitaux de campagne proches du front. Après la défaite des républicains espagnols, elle fuit le pays et traverse la frontière française mais est immédiatement internée, comme de nombreux réfugiés allemands, dans le camp d'internement français de Gurs, près de Pau.
En 1941, elle est livrée à la Gestapo et déportée au camp de concentration nazi de Ravensbrück. Au sein du camp, elle met ses compétences médicales au service des détenues et sauve la vie de deux prisonnières tchèques. En 1943, elle est transférée à Auschwitz, où elle continue à soigner des malades et des victimes d’expérimentations médicales. En 1945, elle est contrainte de participer à une marche de la mort avant d’être libérée en avril par l’Armée rouge.
Après la guerre, en août 1945, elle prend ses fonctions au bureau du district supérieur d’Eberswalde, en zone d’occupation soviétique. Deux ans plus tard, elle rejoint la radio Landessender Potsdam, où elle rédige du contenu destiné aux femmes. En 1950, elle commence à travailler laux archives de communication municipales de Schwielowsee. La même année, le Parti socialiste unifié d’Allemagne (SED) lui propose la présidence du conseil du district de Zauch-Belzig. Élue à l’unanimité le 28 décembre 1950, elle devient la seule femme à jamais occuper cette fonction .
En 1952, une réforme administrative entraîne la dissolution du conseil de Zauch-Belzig et sa fusion avec celui de Potsdam, dont elle assure la première présidence. Connue pour sa stricte adhésion à l’idéologie du parti, elle occupe ce poste jusqu’en 1953, année où elle doit démissionner après une crise cardiaque.
Antonie Stemmler reste active au sein de la Croix-Rouge est-allemande et travaille comme secrétaire de l’Association des écrivains est-allemands à Berlin jusqu’en 1961. En novembre de la même année, elle est élue au conseil municipal de Kleinmachnow pour un mandat de quatre ans. En février 1962, elle accepte d’assurer l’intérim du maire Otto Bachmann, malade, pour une durée initiale de deux mois. Son mandat est finalement prolongé, et elle occupe la fonction jusqu’en mars 1963.
Son engagement est récompensé par plusieurs distinctions : la médaille Clara Zetkin en 1966, l’Ordre du Mérite patriotique en argent en 1967, puis, la même année, la médaille Florence Nightingale, pour son service en tant qu’infirmière militaire volontaire.

## Décès et reconnaissance
Toni Stemmler décède le 8 mai 1976 à Kleinmachnow, en Allemagne de l’Est, et est inhumée au Nouveau Cimetière Mémorial de Potsdam. Dans les années 1970, une crèche et un jardin d’enfants à Potsdam-Ouest sont nommés en son honneur, en reconnaissance de son engagement antifasciste auprès des jeunes.  En 1989, le service de santé du conseil régional inaugure à Bad Belzig la maison de retraite Toni Stemmler, à une époque où les structures d’accueil pour personnes âgées sont encore peu répandues.

## Sources et références
1. ↑  (de) Matthias Helle, Nachkriegsjahre in der Provinz: der brandenburgische Landkreis Zauch-Belzig 1945 bis 1952, Lukas Verlag, 2011 (ISBN 978-3-86732-111-2, lire en ligne)
2. ↑  (en) « Antonie Stemmler »
3. ↑  (en) « Stimmler »
4. ↑  Trotzdem Verlag, Schwarzer Faden Nummer 0-77 (lire en ligne)